# 하나후사 마리
하나후사 마리(일본어: 花總 まり はなふさ まり[*], 1973년 2월 28일 - )는 일본의 배우이자 가수이다. 전 다카라즈카 가극단 유키구미ㆍ소라구미 톱여역이다.
도쿄도, 일본여자대학 부속고등학교 출신이다. 키 163cm, 혈액형 O형이다. 애칭은 "하나"이다.
소속사는 블루밍 에이전시이다.

## 약력
1989년, 다카라즈카 음악학교에 입학.
1991년, 다카라즈카 가극단 77기생으로 입단. 츠키구미 공연 「베르사이유의 장미」로 초무대
1992년, 구미마와리를 거쳐 호시구미에 배속. 같은 해, 시온 유우ㆍ시라키 아야카 톱콤비 대극장 오히로메 공연 「백야전설」로, 요정 미밀 역에 발탁되어, 주목을 받았다.
1993년, 「덧없는 사랑」으로 신인공연 첫 히로인. 같은 해 8월 3일자로 유키구미로 조이동.
1994년, 「둘만의 전쟁터」 (바우홀/일본청년관 공연)으로 바우홀ㆍ동상 공연 첫 히로인. 톱스타 이치로 마키의 상대역을 맡았다. 같은 해 3월 29일자로 유키구미 톱여역에 취임. 톱 취임 후 첫 작품인 「바람과 함께 사라지다」에서는 여역이지만, 신인공연 주연을 맡아, 스칼렛을 연기했다. 같은 해, 「유키노조 변화／사지탈리우스」로 이치로와 톱 콤비 대극장 오히로메.
1996년, 일본 최초 초연 「엘리자베트」로, 메인 역할인 엘리자베트를 연기했다. 자신의 대표작 중 하나가 되었으며, 1998년 재연에서도 같은 역을 맡았다. 96년 초연으로 이치로가 퇴단하였고, 그 후에는 타카네 후부키, 토도로키 유의 상대역을 맡았다.
1998년 1월 1일자로 소라구미 창설 발족 멤버가 되어, 소라구미로 조이동. 소라구미 초대 톱여역에 취임하였다. 시즈키 아사토의 상대역이 되어, 「엑스칼리버／시트러스의 바람」으로 톱콤비 대극장 오히로메.
2000년, 시즈키가 퇴단 한 후, 와오 요우카를 다섯번 째 상대역으로 맞이했고, 「베르사이유의 장미 2001」의 마리 앙투아네트, 「팬텀」의 가희(歌姫) 크리스틴 등, 청초한 미모와 가창력을 살린 큰 역할을 맡아, 높은 평가를 받았다.
다카라즈카 100년에 한명의 여역이라고 불리는 목소리도 높은 가운데, 2006년 7월 2일, 「NEVER SAY GOODBYE」 도쿄공연 천추락을 기해, 와오 요우카와 함께 다카라즈카 가극단을 퇴단. 5명의 톱스타의 상대역을 맡았고, 톱여역으로서의 임기는 12년을 넘겼으며, 이는 역대 최장 기록이다.
퇴단 후, 2010년부터 본격적으로 예능 활동을 개시했다.
2015년, 토호 뮤지컬 「엘리자베트」에서 엘리자베트 역을 연기했다. 자신이 다카라즈카 시절 주연을 했던 대표작으로, 다시 한번 메인 역할을 연기하게 된 것이다.
2016년, 제 41회 키쿠타 카즈오 연극상에서 연극대상을 역사상 최연소로 수상했다.
그 후에도 일본 연극계의 톱 런너로서, 무대를 중심으로 활동을 계속 하고 있다.

## 인물
어렸을 때부터 바이올린을 배워, 음대 진학을 목표로 하고 있었지만, 고등학교 1학년 때, 첫번째로 본 수험으로 음악학교에 합격했다.

## 수상이력
- 다카라즈카 가극단 연도상
  - 1993년, 1992년도 신인상
  - 2005년, 2004년도 우수상
- 한큐 스미레회 팬지상
  - 1994년, 여역상
  - 2001년, 여역상
  - 2004년, 특별상
- 1999년, 제 54회 문화청예술제상 - 연극부문 우수상 (『정열/더 레뷰 '99』 카르멘 역)
- 2002년, 일본역극협회상 - 『봉황전～칼라프와 투란도트～』 투란도트 역
- 2003년, 제 29회 키쿠타 카즈오 연극상 - 연극상 (『BOXMAN』에서 케빈과 돌리의 멋진 콤비에 대해)
- 2015년, 제 23회 요미우리 연극대상 - 여우우수상 (토호판 『엘리자베트』 엘리자베트 역)
- 2015년, 제 41회 키쿠타 카즈오 연극상 - 연극대상 (『엘리자베트』에 의한  엘리자베트의 연기에 대해)
- 2016년, WOWOW 멋대로 연극대상 - 여배우상
- 2021년, 제 42회 마츠오 예능상 - 연극부문 우수상

### 서훈
- 2019년, 오스트리아 공화국 유공 영예금장 - 오스트리아 역사와 문화를 널리 알린 공로.